# Fumetsu no Scrum
Singles de KAT-TUN
To the Limit
(2012) Expose
(2013)
Fumetsu no Scrum est le 19esingle du groupe KAT-TUN sorti sous le label J-One Records le 12 septembre 2012 au Japon. Il arrive 1er à l'Oricon. Il se vend à 157 059 exemplaires la première semaine et reste classé 9 semaines pour un total de 176 323 exemplaires vendus. Il sort en format CD et CD+DVD.
Fumetsu no Scrum a été utilisé comme thème musical pour Dragon Seinendan. Fumetsu no Scrum se trouve sur l'album Come Here.

## Liste des titres
| 1. | Fumetsu no Scrum (不滅のスクラム)                | masanco, JOKER | Janne Hyöty, Caroline Gustavsson                |  |
| 2. | Radio                                            | miwa*, SHIROSE | 雨宮康夫, SHIROSE, AARON KAI, DREADSTORE COWBOY |  |
| 3. | Fumetsu no Scrum (Instrumental) (不滅のスクラム) | masanco, JOKER | Janne Hyöty, Caroline Gustavsson                |  |
| 4. | Radio (Instrumental)                             | miwa*, SHIROSE | 雨宮康夫, SHIROSE, AARON KAI, DREADSTORE COWBOY |  |

| 1. | Fumetsu no Scrum (不滅のスクラム)                     | masanco, JOKER | Janne Hyöty, Caroline Gustavsson  |  |
| 2. | Black or White (solo de Koki Tanaka) (BLACK or WHITE) | Tanaka Koki    | Tom Diekmeier, Junior H Johansson |  |

| 1. | Black or White (PV) (BLACK or WHITE) |  |
| 2. | all members footage (Making of)      |  |

| 1. | Fumetsu no Scrum (不滅のスクラム) | masanco, JOKER  | Janne Hyöty, Caroline Gustavsson            |  |
| 2. | In the Dark                       | KOUDAI IWATSUBO | Jon Hällgren, KOUDAI IWATSUBO, FLYING GRIND |  |
| 3. | In the Dark (Instrumental)        | KOUDAI IWATSUBO | Jon Hällgren, KOUDAI IWATSUBO, FLYING GRIND |  |

| 1. | Fumetsu no Scrum (PV) (不滅のスクラム)        |  |
| 2. | Fumetsu no Scrum (Making of) (不滅のスクラム) |  |